# Kristin Armstrong
Kristin Armstrong (11 de agosto de 1973 (51 años) es una ciclista profesional estadounidense en ruta y ganadora de las medallas de oro en contrarreloj femenino en los Juegos Olímpicos de Pekín 2008, Londres 2012 y Río de Janeiro 2016. Ella compite para el Equipo de Ciclismo Cervélo Lifeforce Pro en los eventos profesional elite en el National Racing Calendar (NRC) y en la Copa Mundial Femenina de Ciclismo. Armstrong vive en Boise, Idaho, Estados Unidos, y tiene un diploma de Bachillerato de Ciencias en filosofía deportiva de la Universidad de Idaho. Algunas veces ella es confundida con la exesposa de Lance Armstrong cuyo nombre también es Kristin (Kik).
La tres veces campeona nacional queda en octavo lugar en la Carrera Femenina de Ciclismo en los Juegos Olímpicos de 2004 en Atenas.
Antes de entrar al ciclismo profesional (pre-2001), Armstrong era una triatleta y pasaba muchas horas perfeccionando las modalidades de espalda en la piscina en la YMCA de la Familia Boise, donde también era Directora de Gerencia Acuática de más de 50 salvavidas, instructores de natación entre otros.
El 13 de agosto de 2008, en los Juegos Olímpicos de Pekín 2008, Armstrong completó su gran meta de la vida al ganar la medalla de oro en ruta femenina contrarreloj ganándole a Emma Pooley de Gran Bretaña (plata) y Karin Thurig de Suiza (bronce). El 1 de agosto de 2012, en la prueba contrarreloj de los Juegos Olímpicos de Londres 2012, repitió medalla de oro al ganarle a Judith Arndt de Alemania (plata) y a Olga Zabelinskaya de Rusia (bronce).

## Palmarés
| 2003 - 3.ª en la contrarreloj de los Juegos Panamericanos 2004 - Campeonato de Estados Unidos en Ruta - 1 etapa de la Sea Otter Classic - 1 etapa de la Pomona Valley Stage Race - 1 etapa de la Redlands Bicycle Classic 2005 - Campeonato de Estados Unidos Contrarreloj - Campeonatos Panamericanos Contrarreloj - Valley of the Sun, más 1 etapa - Sea Otter Classic, más 2 etapas - Cascade Classic, más 2 etapas - 1 etapa de la San Dimas Stage Race - 1 etapa del Tour de Toona - 3.ª en el Campeonato Mundial Contrarreloj 2006 - Campeonato Mundial Contrarreloj - Campeonato de Estados Unidos en Ruta - Campeonato de Estados Unidos Contrarreloj - Tour de Gila, más 2 etapas - San Dimas Stage Race, más 1 etapa - Tour de Toona, más 1 etapa - Nature Valley Grand Prix - Euregio Tour, más 1 etapa - 2 etapas de la Cascade Classic 2007 - Campeonato de Estados Unidos Contrarreloj - Souvenir Magali Pache - Holland Ladies Tour, más 1 etapa - Nature Valley Grand Prix más 3 etapas - Tour de Toona, más 1 etapa - Wells Fargo Twilight Criterium - 2.ª en el Campeonato Mundial Contrarreloj - 2.ª en el Campeonato de Estados Unidos en Ruta | 2008 - Campeonato Olímpico Contrarreloj - Tour de Nueva Zelanda Femenino - Novilon Euregio Cup - Cascade Cycling Classic - Nature Valley Grand Prix 2009 - Campeonato Mundial Contrarreloj - Tour de Berna - 1 etapa del Tour de l'Aude - Tour Cycliste Féminin International de l'Ardèche, más 1 etapa - Tour de Gila - Nature Valley Grand Prix 2011 - Sea Otter Stage Race, más 3 etapas - 1 etapa del Nature Valley Grand Prix - 3.ª en el Campeonato de Estados Unidos Contrarreloj 2012 - Campeonato Olímpico Contrarreloj - 1 etapa del Tour de Nueva Zelanda - 1 etapa del Energiewacht Tour - Tour de Gila 2015 - Campeonato de Estados Unidos Contrarreloj 2016 - Redlands Bicycle Classic, más 1 etapa - 1 etapa del Tour de Gila - 3.ª en el Campeonato de Estados Unidos Contrarreloj - Campeonato Olímpico Contrarreloj |